# Mémorial aux Juifs assassinés de Marioupol
 (août 2022).
La mise en forme du texte ne suit pas les recommandations de Wikipédia : il faut le « wikifier ».
Les points d'amélioration suivants sont les cas les plus fréquents :
- Les titres sont pré-formatés par le logiciel. Ils ne sont ni en capitales, ni en gras.
- Le texte ne doit pas être écrit en capitales (les noms de famille non plus), ni en gras, ni en italique, ni en « petit »…
- Le gras n'est utilisé que pour surligner le titre de l'article dans l'introduction, une seule fois.
- L'italique est rarement utilisé : mots en langue étrangère, titres d'œuvres, noms de bateaux, etc.
- Les citations ne sont pas en italique mais en corps de texte normal. Elles sont entourées par des guillemets français : « et ».
- Les listes à puces sont à éviter, des paragraphes rédigés étant largement préférés. Les tableaux sont à réserver à la présentation de données structurées (résultats, etc.).
- Les appels de note de bas de page (petits chiffres en exposant, introduits par l'outil «  Source ») sont à placer entre la fin de phrase et le point final[comme ça].
- Les liens internes (vers d'autres articles de Wikipédia) sont à choisir avec parcimonie. Créez des liens vers des articles approfondissant le sujet. Les termes génériques sans rapport avec le sujet sont à éviter, ainsi que les répétitions de liens vers un même terme.
- Les liens externes sont à placer uniquement dans une section « Liens externes », à la fin de l'article. Ces liens sont à choisir avec parcimonie suivant les règles définies. Si un lien sert de source à l'article, son insertion dans le texte est à faire par les notes de bas de page.
- La présentation des références doit suivre les conventions bibliographiques. Il est recommandé d'utiliser les modèles {{Ouvrage}}, {{Chapitre}}, {{Article}}, {{Lien web}} et/ou {{Bibliographie}}. Le mode d'édition visuel peut mettre en forme automatiquement les références.
- Insérer une infobox (cadre d'informations à droite) n'est pas obligatoire pour parachever la mise en page.

Pour une aide détaillée, merci de consulter Aide:Wikification.
Si vous pensez que ces points ont été résolus, vous pouvez retirer ce bandeau et améliorer la mise en forme d'un autre article.

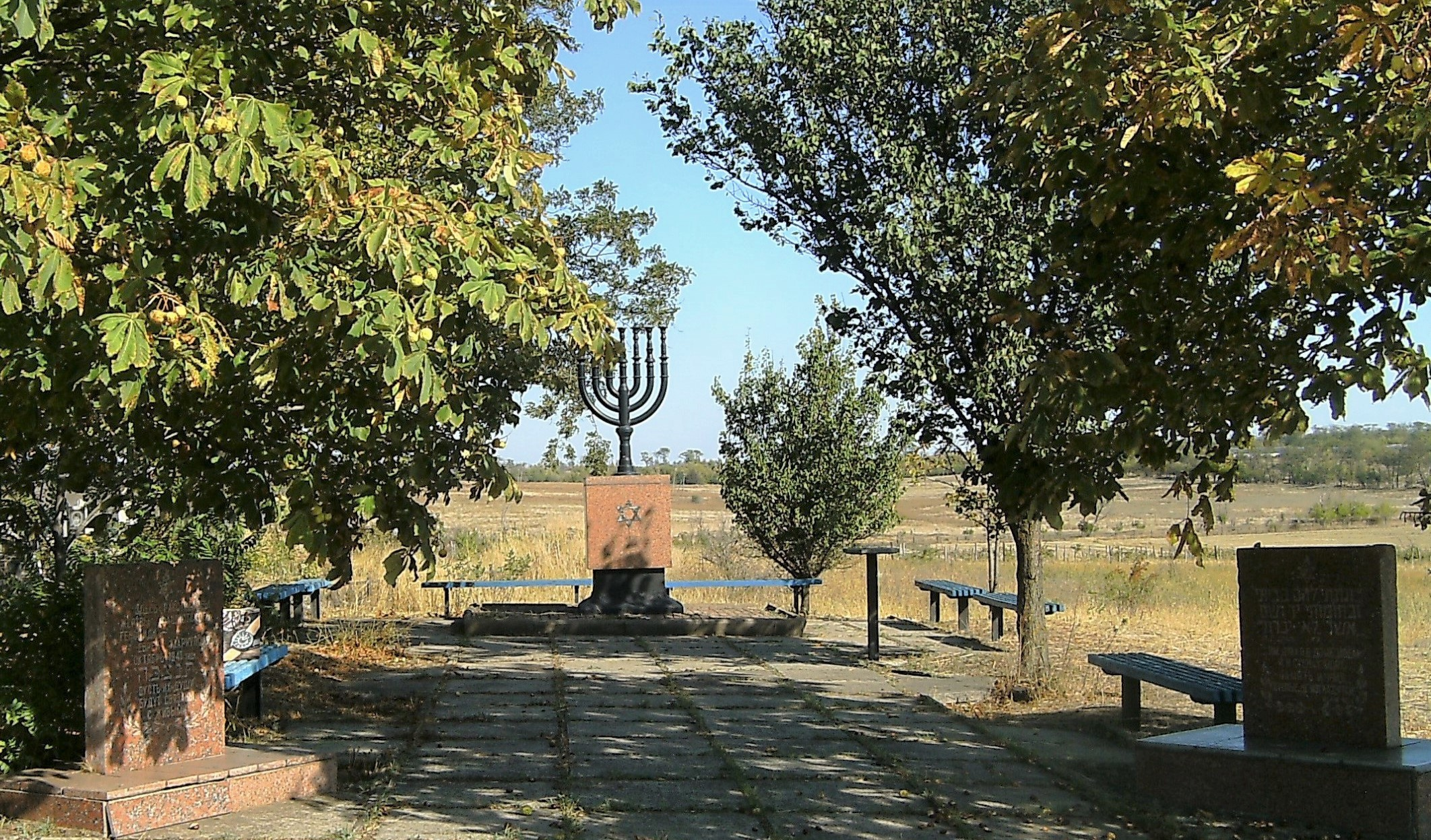
Vue générale du mémorial.

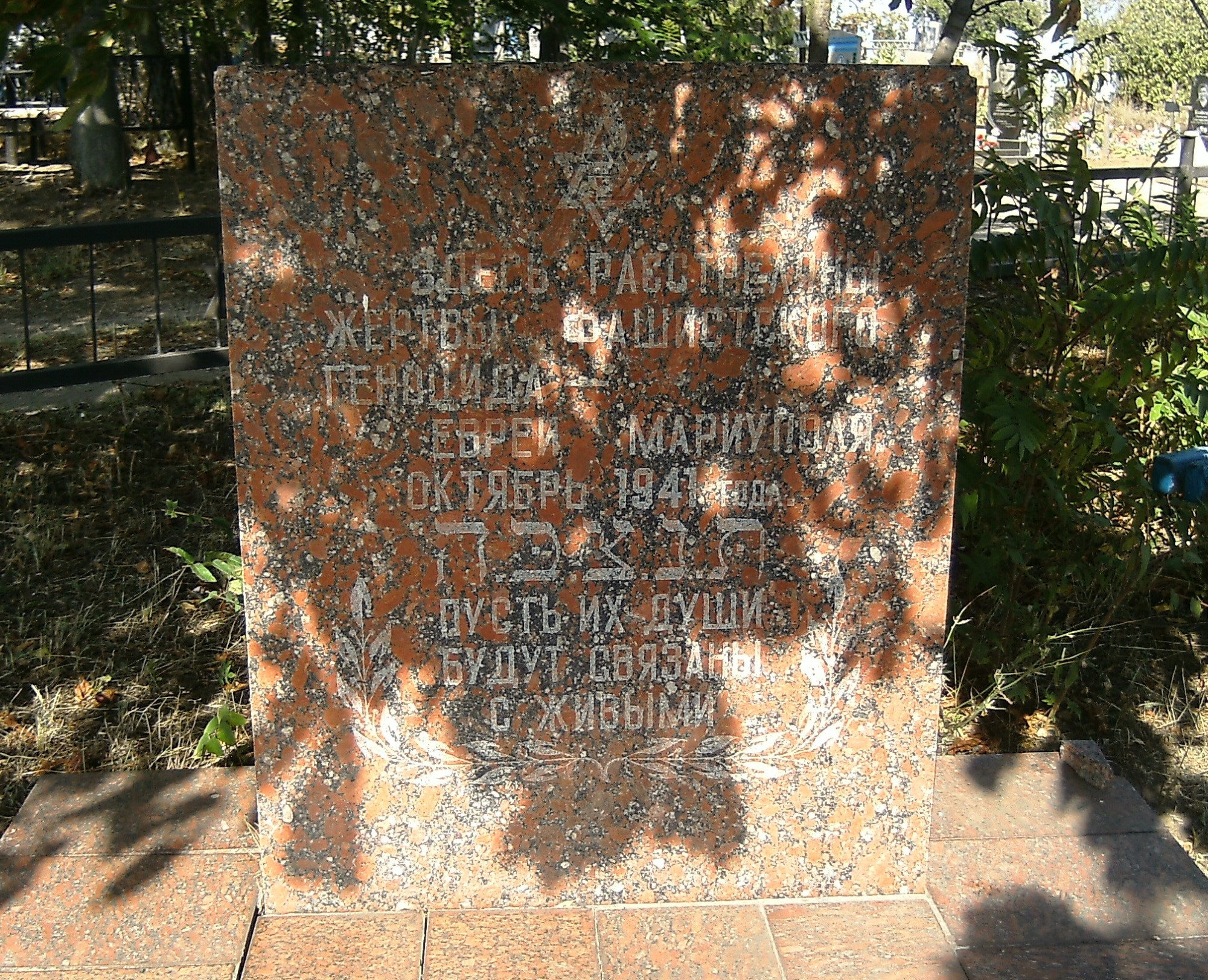
Stèle aux victimes juives.

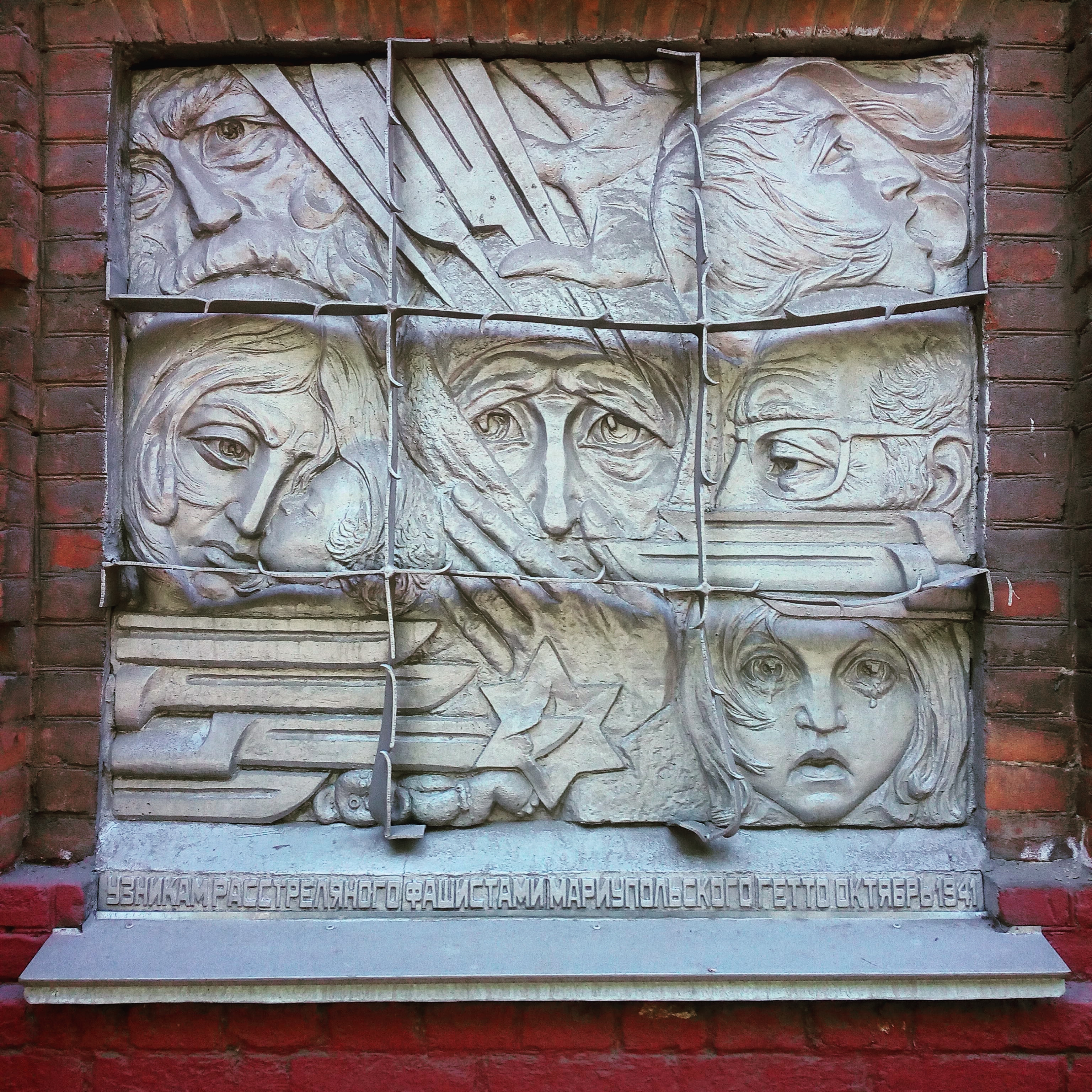
Plaque commémorative à l'emplacement du ghetto de Marioupol.

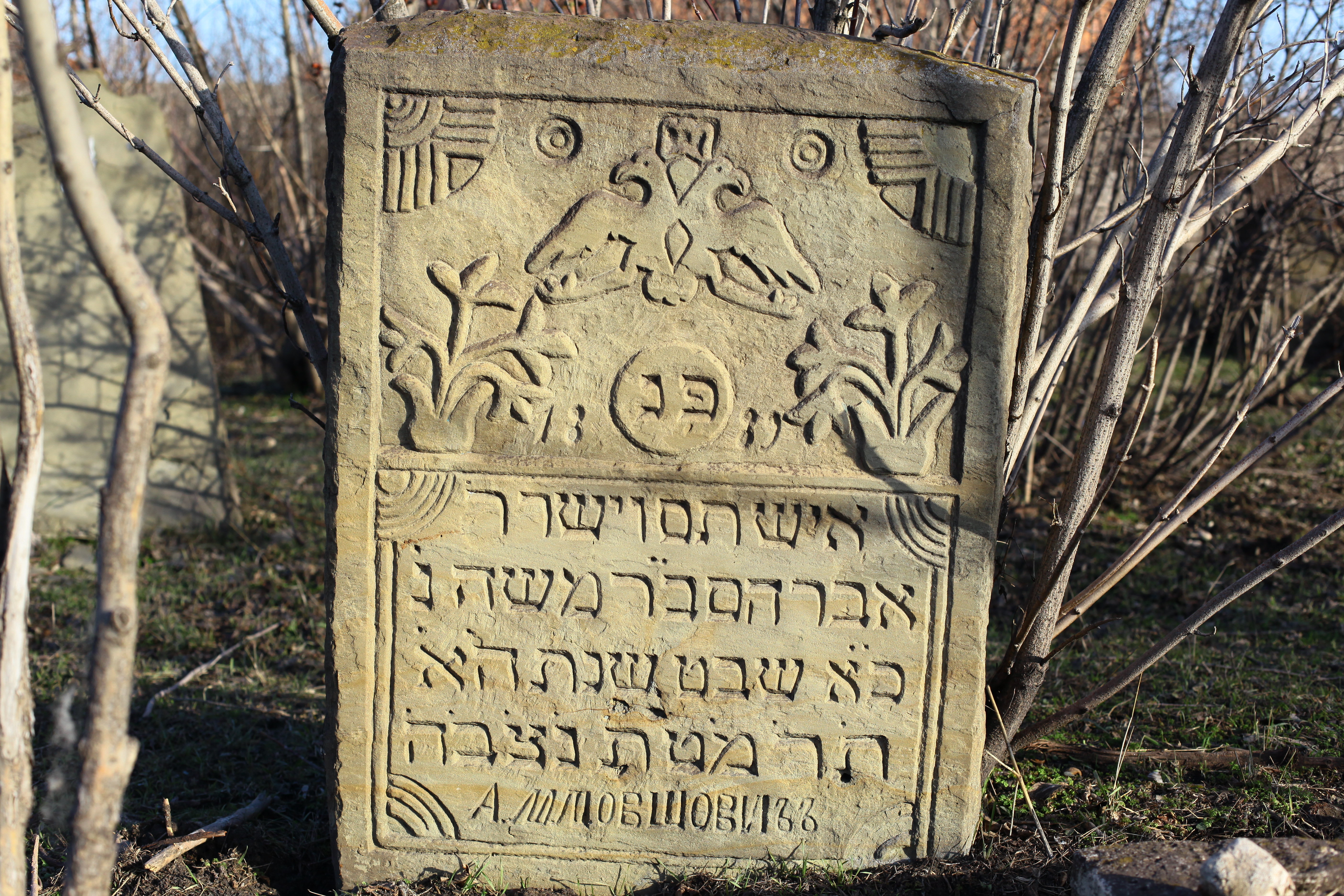
Vieux cimetière juif de Marioupol, 2019.

Le Mémorial aux Juifs assassinés de Marioupol, également appelé Mémorial Menorah, est un monument situé dans le cimetière de Berdiansk à l'est de la ville de Marioupol, en Ukraine, perpétuant le souvenir des victimes juives de Marioupol exterminées par les nazis au cours de la Shoah. C'est un monument culturel classé sous le numéro 99-142-3901.

## Histoire
Pendant la Seconde Guerre mondiale, Marioupol fut occupée par l'Allemagne nazie du 8 octobre 1941 au 10 septembre 1943.
L'extermination de Juifs de Marioupol fut effectuée par le Sonderkommando 10A, qui faisait partie de l’Einsatzgruppe D. Le chef était l'Obersturmbannführer Heinz Seetzen. Les Allemands fusillent environ 10 000 juifs de Marioupol du 20 octobre 1941 au 21 octobre 1941 à Berdiansk. 

## Mémorial
L’œuvre est constituée d'une menorah à sept branches, d'une étoile de David et de deux stèles commémoratives avec des inscriptions, :
- "Victimes du génocide fasciste – les Juifs de Marioupol ont été fusillés ici. octobre 1941" („Здесь расстреляны жертвы фашистского геноцида - евреи Мариуполя. Октябрь 1941 года. Пусть их души будут связаны с живыми“)
- "Je donnerai dans ma maison et dans mes murs une place et un nom Préférables à des fils et à des filles ; Je leur donnerai un nom éternel" (Isaïe 56:5)

## Bibliografie
- Лев Давыдович Яруцкий (Lev Yarutsky) : «Евреи Приазовья» (Juifs de la mer Azov), Маriupol 1996